# Alexander Christiani (Unternehmer)
Alexander Christiani (* 1958 in Essen) ist ein deutscher Autor.

## Publikationen
- Weck den Sieger in Dir. Gabler, Wiesbaden 2000, ISBN 3-409-29569-0.
- Magnet Marketing. Erfolgsregeln für die Märkte der Zukunft. Frankfurter Allgemeine Buch, Frankfurt 2002, ISBN 3-89843-055-3.
- Stärken stärken: Talente entdecken, entwickeln und einsetzen. Verlag moderne Industrie, München 2002, ISBN 3-478-31310-4.
- 111 Motivationstipps für persönliche Höchstleistungen. mvg, Heidelberg 2005, ISBN 3-636-07066-5.
- Das Sales Masters-Training. Gabler, Wiesbaden 2005, ISBN 3-409-14247-9.
- Spitzenleistung im Verkauf. Olzog, München 2005, ISBN 3-7892-7712-6.
- mit Jürgen Böhm, Klaus D. Nielen: 99 Tipps für Immobilienprofis. Mehr Geschäft in stürmischen Zeiten. Christiani Consulting, Starnberg 2006, ISBN 3-937578-06-4.
- Jürgen Hoffmann (Hrsg.): Life’s’cool – Die Elternschule – So wecken Sie das Lerntalent Ihrer Kinder! Life’s’cool, Kürten 2013, ISBN 978-3-00-040577-8.